# ティトゥス・ヌミキウス・プリスクス
ティトゥス・ヌミキウス・プリスクス（ラテン語: Titus Numicius Priscus）は共和政ローマ初期の政治家・軍人。紀元前469年に執政官（コンスル）を務めた。

## 出自
プリスクスはヌミキウス氏族の出身で、氏族の中では唯一の執政官である。紀元前4世紀以降に歴史に登場するヌミキウス氏族はプレブスであるが、この時点では執政官に就任できたのはパトリキ（貴族）のみであり、したがってプリスクス自身はパトリキであったと思われる。なお、シケリアのディオドロスは、氏族名をミヌキウスとしている。

## 経歴
紀元前469年、プリスクスは執政官に就任。同僚執政官はアウルス・ウェルギニウス・トリコストゥス・カエリオモンタヌスであった。プリスクスはローマ領に進入し、農村部の焼き討ちを行ったウォルスキと戦う軍を率いる役目が与えられた。ウォルスキ軍はまもなくローマ領土から撤退するが、プリスクスはこれを追撃し、最初の戦闘でこれに勝利した。ウォルスキ軍はアンティウム（現在のアンツィオ）に篭城したが、プリスクスはアンティウム近郊の港湾都市であるカエノン（現在のネットゥーノ）を占領した。彼はここに食料や略奪した物資を備蓄し、奴隷もそこに留めた。このとき、サビニがローマに侵攻したために、プリスクスはカエリオモンタヌスと合流し、その報復としてサビニの農村地帯で略奪を行った。

## 参考資料

### 古代の資料
- ハリカルナッソスのディオニュシオス『ローマ古代誌』
- ティトゥス・リウィウス『ローマ建国史』

### 研究書
- Broughton, Thomas Robert Shannon (1951), The Magistrates of the Roman Republic, Philological Monograph No. 15, New York: American Philological Association, ISBN 0-89130-811-3